# 4677 Hiroshi
4677 Hiroshi è un asteroide della fascia principale. Scoperto nel 1990, presenta un'orbita caratterizzata da un semiasse maggiore pari a 3,1347881 UA e da un'eccentricità di 0,1913820, inclinata di 0,48333° rispetto all'eclittica. Originariamente designato come 1990 SQ4 è stato così denominato in onore dell'astronomo giapponese Hiroshi Kaneda.